# Ju-on Kuroi shoujo
Ju-on: Kuroi Shoujo (呪怨: 黒い少女 lit. La maldición: La Chica de Negro?), conocida en occidente como Ju-on: Black Ghost, es la segunda de dos películas conmemorativas realizadas con motivo del décimo aniversario de la saga de terror japonesa Ju-on. La primera película se tituló Ju-on: White Ghost. Ambas fueron escritas por Takashi Shimizu y se estrenaron el 27 de junio de 2009 en Japón.

## Argumento
Una enfermera llamada Yuko (Kago) tiene una extraña experiencia, estando al cuidado de una niña llamada Fukie. Los resultados muestran un quiste dentro del cuerpo de Fukie, pero que en realidad son los restos de un bebé que no pudo nacer. El quiste se extiende por Fukie y a toda la gente a su alrededor. Pronto el padre de Fukie enloquece y comete un asesinato.
Como en las entregas anteriores de la saga, la película se compone de segmentos. Cada uno de ellos se centra en un personaje diferente, aunque la sucesión de los episodios no sigue siempre un orden cronológico.

### Tetsuya
Un joven llamado Tetsuya se encuentra en frente de una casa donde parece haberse cometido una masacre, llama a sus amigos y les dice estar ahí cuando un policía aparece y le pide retirarse. Por la madrugada, Tetsuya está durmiendo cuando es despertado por los gritos de su vecina Yûko y posteriormente, por unos golpes en la pared. Al día siguiente se lo cuenta a sus amigos Ryûta y Mutsumi. Les explica que ella es enfermera y les presta su apartamento, pero al salir se cruza con Yûko y decide seguirla. Entonces son ellos los que oyen los extraños golpes.

### Yûko
Yûko está en el hospital y va a visitar a Fukie, una niña que está ingresada preocupada por su propia muerte. Se lo comenta a Ishi, su jefe, pero él le resta importancia. Al marcharse oye un sonido extraño en la habitación de la niña. De regreso a casa va apesadumbrada y se cruza con Tetsuya a quien saluda. Por la noche es ella la que oye extraños golpes en su pared. Al día siguiente vuelve al hospital, preocupada por visitar a Fukie y al entrar en su habitación descubre que la niña no está sola, algo o alguien estaba con ella y la persigue por toda la habitación. Yûko logra escapar y se dirige a su casa donde no puede creer lo que ha visto en el hospital. Tetsuya aparece para preguntarle si estaba bien, acto seguido, un extraño ser oscuro aparece tomando a Tetsuya y asesinándolo rompiéndole la cabeza contra la pared, siendo estos los ruidos que se escuchaban. Luego se revela que el extraño ser era igual a Fukie pero completamente de color negro, toma a Yûko y la asesina.

### Ayano
Ayano y su jefe Takushî comparten taxi de vuelta a casa cuando ven un accidente de coche. Ella comienza a sentirse incómoda por la actitud insinuante de su jefe y decide bajarse del taxi antes de llegar a su casa. Emprende pues el camino a su casa por calles oscuras y solitarias, asustada. De repente su jefe decide llamarla para saber si estaba bien pero desgraciadamente algo peligroso se acerca a ella desde las sombras.

### Fukie
De vuelta al segmento inicial, unos niños caminan bajo la lluvia, uno de ellos se detiene al ver a Fukie en una ventana mientras tiene un ataque extraño, entonces va corriendo a su profesora. Su madre va a buscarla a la enfermería y se la lleva a casa, donde ya está esperándolas su padre. Ellos empiezan a discutir sobre qué cenar y de repente la niña empieza a gritar y se desmaya. En el hospital no encuentran nada anormal y lo atribuyen a un problema psicológico. Durante una sesión de hipnosis vuelve a tener un ataque. Al día siguiente el médico le dice a la madre que ha encontrado un quiste que resulta ser su hermana gemela absorbida cuando era muy pequeña, ya que esta esperaba gemelos. Finalmente decide ir a ver su hermana quien no parece sorprendida de que sea algo relacionado con Fukie.

### Yokota
Hiroshi Yokota, el padre de Fukie, va a ver a Fujie, su amante. En la entrada de su edificio es asustado por una vagabunda surcoreana que le dice estar buscando a Mà, una mujer joven y de piel negra. Yokota le responde vulgarmente y la vagabunda se aleja mirándolo aterrorizada. Yokota entra al departamento de Fujie donde la ve envuelta en una sabana comportándose de forma extraña. Fujie ataca a Yokota diciéndole que el asesinara a una mujer, Yokota se desmaya mientras Fujie lo ahorcaba. Al despertar, ya es de noche, el cree haber estado inconsciente y haber tenido una pesadilla. Sin embargo, al ver a Fujie cubierta en su cama ve que había sido estrangulada con su cinturón. Yokota recuerda lo que le dijeron su hija y Fujie y decide enterrarla en un parque. Sin embargo, el enterrarla resultó ser la peor decisión que pudo tomar. En esta viñeta vuelve a aparecer Toshio Saeki, quien fue el que le ordenó a la vagabunda buscar a Mà.

### Mariko
Mariko es la tía de Fukie, está junto a su hermana viendo un vídeo de la sesión de hipnosis. Le habla acerca del quiste y le ruega que les ayude porque teme que sea una maldición. Ella acepta y al llegar al hospital siente algo extraño, al cruzarse con Yûko ve algo extraño y decide irse prometiendo que volverá en 3 días. Al llegar a casa hace un ritual purificador y llena su casa de talismanes protectores. Finalmente va a visitar a su sobrina al hospital para hacer un ritual que la salve. Al terminar le dice a su hermana que había otra alma. Por la noche, recibe una llamada de Fukie diciéndole: ``Estoy llegando´´. Luego escucha que tocan la puerta de su casa y al fijarse ve a Fukie pero al darse vuelta ve a otra Fukie de color negro en las escaleras. La puerta se abre y Fukie entra y Mariko descubre que el gemelo que tenía Fukie la engaño y en lugar de absorber el alma maldita, absorbió el alma de Fukie, desatando una terrible maldición. Fukie la asesina dándole un golpe mortal en su vientre y luego asesina al hijo y al esposo de Mariko. Creando así la maldición de la vieja de blanco. 

### Kiwako
De vuelta al hospital, Fukie está dormida, su madre, Kiwako, está con ella y parece entender qué ha sucedido con el ritual. Ella va a verla al hospital y la lleva al tejado, donde se suicidan arrojándose desde lo más alto. Cuando le quedaban segundos de vida, Kiwako se da cuenta de que cometió un error ya que al hacer esto le dio el poder al gemelo de Fukie de asesinar a quien se cruce en su camino.

## Muertes (en orden de aparición)
| Personaje | Asesino    |
| --------- | ---------- |
| Tetsuya   | Fukie      |
| Yûko      | Fukie      |
| Ayano     | Fukie      |
| Fujie     | Yokota     |
| Yokota    | Fukie      |
| Mariko    | Fukie      |
| Takashi   | Fukie      |
| Yoshieki  | Fukie      |
| Kiwako    | Se suicida |
| Fukie     | Se suicida |

## Reparto
- Hana Matsumoto - Fukie
- Maria Takagi - Kiwako
- Ai Kago - Yûko
- Masanobu Katsumura - Yokota
- Koji Seto - Tetsuya
- Yuno Nakazono - Ayano
- Kana Tsugihara - Mutsumi
- Kuniteru Shigeyama - Ryûta
- Ryota Matsushima - Toshio Saeki

## Curiosidades
- El taxista del segmento Ayano es Hajime Kashiwagi, que aparece también como taxista, en Ju-on: White Ghost.
- Toshio Saeki hace un pequeño cameo en la película, siendo así el único personaje de la familia Saeki, y de la saga en general, que aparece en todas las entregas de Ju-on.
- Ocurre antes que su predecesora Ju-on: White Ghost, de hecho el alma de Fukie es la que origina las maldiciones de esa película.
- Si bien no se menciona a Kayako ni a Takeo Saeki, se mencionan a personajes de las otras entregas como Nobuyuki Suzuki (Ju-on: The Curse 2), Rika Nishina (Ju-on: The Grudge) y Kyoko Harase (Ju-on: The Grudge 2). Así como también el hospital donde esta Fukie es el mismo donde Rika estuvo internada y Kyoko dio a luz a la pequeña Kayako.